# Marianne Bastiaens

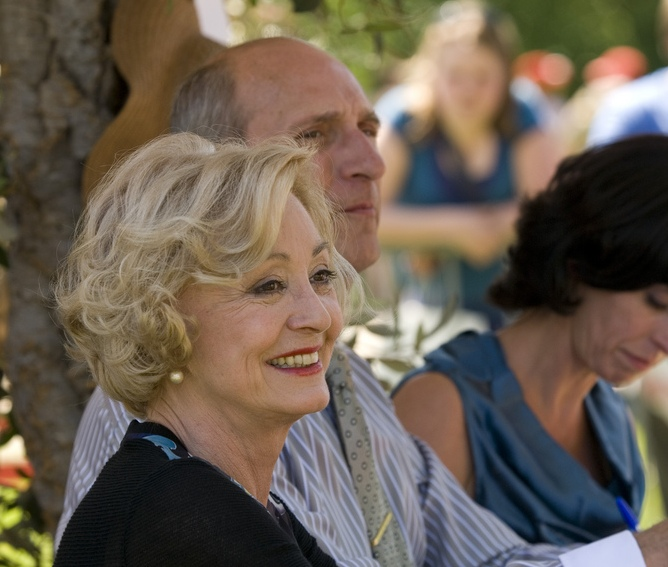
Leah Thys op de Thuisdag

Marianne Bastiaens is een personage uit de Vlaamse soapserie Thuis dat gespeeld wordt door Leah Thys. "Madame Marianne" maakte haar intrede op 28 december 1995 (aflevering 4) in seizoen 1. Hierdoor behoort ze tot de pioniers van de serie. In de soap is ze de moeder van personages Ann en Tom De Decker.

## Personage

### Karakter
Marianne is een fiere, klassevolle, modebewuste vrouw met een moeilijk karakter.

### Liefdesleven
Marianne is een vrouw die niet graag alleen door het leven gaat. Ze was aanvankelijk gehuwd met Walter De Decker met wie ze twee volwassen kinderen had, Ann en Tom De Decker. In het eerste seizoen was het koppel al uit elkaar en in seizoen 2 werd ze weduwe. In seizoen 12 maakte Marianne kennis met dokter Geert Smeekens. Pas in seizoen 14 werden ze een koppel en in het volgende seizoen trouwden ze met elkaar. Na ontrouw en een tijdelijke verzoening, kwam het in seizoen 20 tot een definitieve breuk. Marianne startte een relatie met William Degreef, een oude schoolvriend, en ze trouwden. Nadat hij haar heeft proberen te vermoorden, kwam het tot een echtscheiding. Later startte zij een relatie met Leo Vertonghen. In de seizoensfinale van seizoen 26 traden Marianne en Leo in het huwelijk. Maar op de huwelijksdag, in de eerste aflevering van het 27e seizoen, zakte Leo in elkaar en overleed aan de gevolgen van een beroerte.
Ze had ook relaties met Jean-Pierre, Robert en David.
Daarnaast beleefde Marianne nog memorabele dingen, zoals de vechtpartij tussen Marianne en Rosa op een treinperron.

## Afwezigheid
In 2021 moest actrice Leah Thys enkele maanden rust nemen na het overlijden van haar echtgenoot en een corona-besmetting. Haar personage verbleef toen een tijdje in Kaapverdië. Ook in 2024 verdween het personage van het scherm, nadat actrice Leah Thys aangaf nood te hebben aan een onderbreking. Haar personage verhuisde toen tijdelijk naar haar zus in Oman.

## Autobiografie.
In 2022 verscheen het boek Marianne bij uitgeverij Borgerhoff & Lamberigts, een fictieve autobiografie van Marianne Bastiaens en het derde deel in een reeks "autobiografieën" van personages uit de soap Thuis. Deze publicatie viel samen met de verhaallijn in de soap waarin Marianne haar autobiografie schreef.